# Weierbachhaus
Das Weierbachhaus oder Weierbachhus ist ein Fachwerkhaus in Riegelbauweise in Eglisau in der Schweiz. Das Gebäude wurde als Kulturgut von regionaler Bedeutung eingestuft und steht unter Denkmalschutz. Es ist ein typisches Gebäude des Zürcher Unterlandes und gilt als „schönstes und grösstes Weinbauernhaus der Region“. Es beherbergt heute das Ortsmuseum Eglisau.

## Geschichte
Der Barockbau ist auf der südöstlichen Giebelseite mit der Jahreszahl 1670 versehen, die als Erbauungsdatum gilt. Ob das Gebäude ursprünglich dem Schloss Eglisau als Sitz der Güterverwaltung diente, ist umstritten. Überliefert ist, dass es während rund 200 Jahren von den bekannten Eglisauer Bürgerfamilien Bader, Lauffer und Hartmann bewohnt wurde, die auch über eigenes Rebland verfügten und das unmittelbar an Eglisaus Rebbergen stehende Haus auch für den Weinbau nutzten. 1859 ging die Liegenschaft an den Küfermeister Rudolf Fehr über, der dort eine Werkstatt betrieb. 1898 wurde das Haus von Ulrich Meier-Fehr übernommen. Da dieser und seine Söhne Jakob und Gottfried nebenamtlich als Totengräber tätig waren, wurde das Weierbachhaus im Volksmund auch Totengräberhaus genannt. 1965 wurde das Gebäude von der Gemeinde Eglisau erworben. Darauf setzte sich das private Komitee Pro Weierbachhus für eine Renovation ein, die 1976/77 mit Unterstützung von Bund, Kanton, Gemeinde und Privaten erfolgreich durchgeführt werden konnte.

## Heutige Nutzung
Das Weierbachhaus beherbergt heute das Ortsmuseum Eglisau. Gewölbekeller und Trottenraum werden ausserdem regelmässig für gesellschaftliche Anlässe genutzt. In der historischen Stube im ersten Stock des Gebäudes führt die Gemeinde Eglisau auch Trauungen durch.